# Kasteel Ter Meeren (Zaventem)
Het Kasteel Ter Meeren was een kasteel in de Vlaams-Brabantse plaats Zaventem, gelegen aan de Parklaan. Het moet niet verward worden met het gelijknamige kasteel in het nabijgelegen Sterrebeek.

## Geschiedenis
Het domein was sinds de late middeleeuwen in bezit van de familie ter Meeren. Het werd in 1766 omschreven als een speelhuis met bijbehorende dienstgebouwen. In 1831 was het goed in bezit van François Héberlé. Omstreeks 1900 kwam het in bezit van Gabrielle Van den Eynde en diens echtgenoot Alphonse Carpentier. Zij waren de opdrachtgevers voor de aanleg van een landschapspark.
Het kasteel, een neoclassicistische villa, kreeg toen een kasteelachtig uiterlijk met torens en kastelen, uitgevoerd in zandsteen. In 1924 werd Ter Meeren verkocht en kwam aan paardenfokker Clement Peten die het kasteel liet slopen. De westelijke helft van het domein werd verkocht aan industrieel François Coppin, die de Tanneries de Saventhem had opgericht en op de plaats van het kasteel de geitenleerfabriek Capra begon, wat later een chocoladefabriek werd.
Het oostelijk deel van het domein werd verkocht aan Paul Gonze die ook het naastgelegen Kasteel Mariadal in bezit had. In 1937-1938 kwamen beide domeinen aan de gemeente en werd er een gemeentelijk park aangelegd dat de naam Centrumpark kreeg.